# Scapa Flow

Lokalizacja Scapa Flow

Scapa Flow (staronord. Skalpaflói) – akwen pomiędzy wyspami Orkadów (archipelag Wysp Brytyjskich, na północ od Szkocji), podczas I i II wojny światowej służący jako główna baza Royal Navy – brytyjskiej marynarki wojennej.

## Położenie

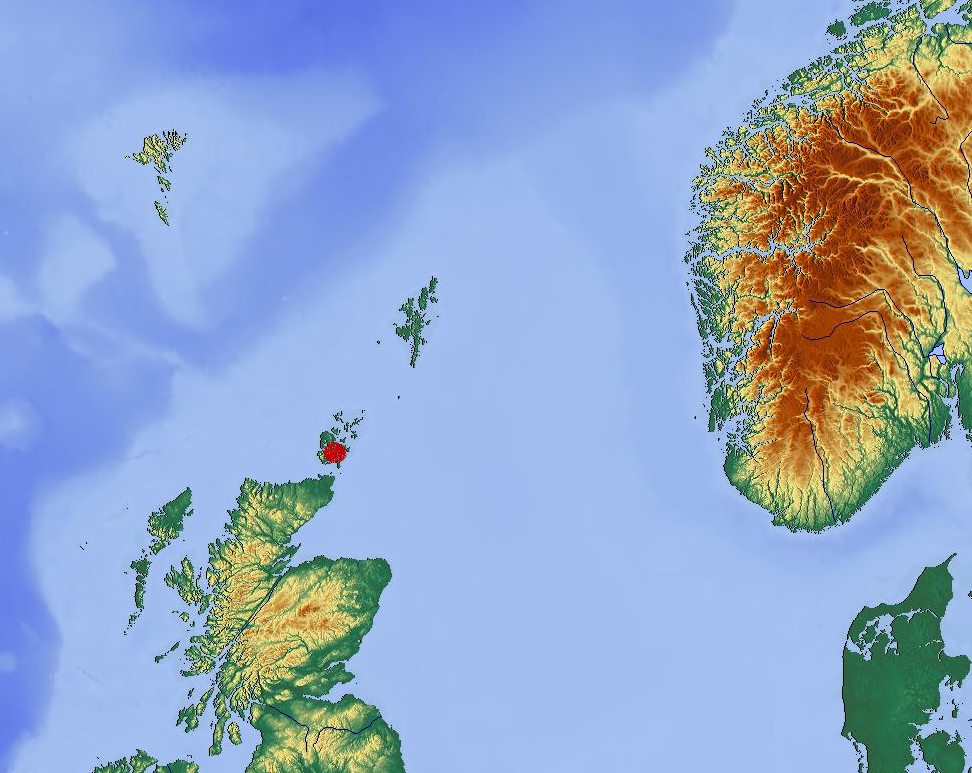
Położenie Scapa Flow

Scapa Flow jest naturalnym kotwicowiskiem położonym między wyspami południowej części Orkadów. Archipelag ten oddziela Morze Północne od otwartych wód Oceanu Atlantyckiego. Wyróżnia się trzy zasadnicze jego części – Orkady Północne, Mainland i Orkady Południowe. Mainland jest największą wyspą, skupia się na niej większość mieszkańców archipelagu (główne miejscowości: Kirkwall, Stromness).
Mainland to jedna z czterech głównych wysp otaczających Scapa Flow. Osłania go od północy, północnego zachodu i północnego wschodu. Pozostałe to: Hoy (od zachodu i południowego zachodu), Burray i South Ronaldsay (od wschodu). Główne wejście – Sound of Hoxa – pomiędzy wyspami Flotta i Southa ma w najwęższym miejscu szerokość 1,3 mili morskiej, minimalna głębokość toru wodnego wynosi 32 m. Od strony zachodniej, między Mainland a Graemsay, znajduje się Hoy Sound (minimalna szerokość 0,5 mili morskiej, minimalna głębokość – 36 m). Część z pozostałych przejść została zagrodzona ze względów obronnych groblami lub umyślnie zatopionymi statkami. Prędkość prądów pływowych w cieśninach prowadzących do Scapa Flow dochodzi do 10 węzłów.
Rozmiar całego akwenu to około 27 km długości i 25 km szerokości; średnia głębokość 36 m, maksymalna (w rejonie Sound of Hoxa) – 61 m. Łagodzący wpływ Prądu Zatokowego powoduje, że jego wody nie zamarzają. Kotwicowisko – w porównaniu z burzliwymi wodami okalającymi Orkady – jest spokojnym miejscem; wyspy osłaniają Scapa Flow od silnych północnych i zachodnich wiatrów i fal, jednocześnie cechy środowiska przyrodniczego (skaliste wybrzeża, silne prądy pływowe, zmienne warunki atmosferyczne) stanowiły naturalne zabezpieczenie przed aktywnością sił nieprzyjaciela.

## Historia
Osadnictwo na Orkadach pojawiło się około 5000 lat temu, od VIII w. rozpoczęła się ich kolonizacja przez wikingów. Najprawdopodobniej to oni właśnie dostrzegli zalety miejsca nazwanego potem Scapa Flow; wspomina o nim jedna z sag skandynawskich. Archipelag przeszedł pod władanie szkockie w 1471. W 1540 na wyspy przybył z flotą król Jakub V, jeden z uczestników podróży wydał później locję, zawierającą m.in. opis wód i podejść Scapa Flow. Od XIX w. datuje się rozwój rybołówstwa na Orkadach.
Wykorzystanie Scapa Flow jako kotwicowiska marynarki wojennej sięga czasów wojen napoleońskich i wojny brytyjsko-amerykańskiej (1812–1815). Zagrożenie ze strony amerykańskich korsarzy spowodowało konieczność wyznaczenia miejsca w północnej części Wysp Brytyjskich, gdzie bezpiecznie mogły kotwiczyć statki oczekujące na sformowanie konwoju. Wybór padł na Scapa Flow, z tego powodu w latach 1813–1814 na wyspach South Walls i Hoy wzniesiono baterie nadbrzeżne.
W kolejnych dekadach Scapa Flow wykorzystywane było przez Royal Navy coraz częściej, jednak w warunkach prowizorycznych – nie tworzono żadnej stałej infrastruktury lądowej – zaopatrzeniowej czy obronnej. Mimo zalet akwenu wątpliwości budziło m.in. oddalenie od ośrodków przemysłowych i wydobywczych oraz wynikające z tego znaczne koszty transportu. Przełom związany był z pogorszeniem sytuacji politycznej w Europie i potencjalnym zagrożeniem militarnym ze strony Niemiec. Brytyjska doktryna wojenna zakładała blokadę morską Niemiec i rozbicie ich floty, gdyby podjęto próbę jej przerwania. Zdawano sobie sprawę ze strategicznego znaczenia Morza Północnego w wypadku wybuchu konfliktu zbrojnego. Próbna mobilizacja w lecie 1914 roku zgromadziła w Scapa Flow flotę, przemianowaną potem na Grand Fleet: 21 okrętów liniowych, 8 pancerników (przeddrednotów), 4 krążowniki liniowe, 8 krążowników pancernych, 9 krążowników, 4 krążowniki lekkie, 42 niszczyciele.

### I wojna światowa
Niemiecki atak na neutralną Belgię oznaczał wypowiedzenie wojny przez Wielką Brytanię. Przystąpiono do gorączkowej rozbudowy bazy morskiej w Scapa Flow. Ponieważ nie było odpowiednich budynków na lądzie, komenda portu, sztab floty itd. mieściły się na pokładach specjalnie sprowadzonych statków. 1 września 1914 roku miał miejsce incydent ironicznie nazwany "pierwszą bitwą o Scapa Flow". Dostrzeżono rzekomo peryskop okrętu podwodnego, w związku z czym rozpoczęto ostrzał, a następnie cała flota wyszła w morze. Identyczna sytuacja wydarzyła się w nocy z 17 na 18 października. Mimo że oba alarmy były najprawdopodobniej fałszywe, pokazały, że okręty zgromadzone w Scapa Flow mogą być zagrożone atakiem podwodnym, brak jest odpowiednich zabezpieczeń i możliwości zwalczania okrętów podwodnych.
Kolejne wydarzenie pokazało, że obawy nie były bezpodstawne. W listopadzie 1914 roku niemieckie dowództwo postanowiło wykorzystać okręty podwodne w sposób bardziej ofensywny. Grupa U-Bootów została skierowana w rejon Szetlandów, jednak gdy nie znaleziono tam głównych sił floty brytyjskiej, zarządzono powrót do baz. 23 listopada U-18 zdołał pokonać zdradliwe wody Sound of Hoxa i dostał się do Scapa Flow. Dostrzeżony i staranowany, został zmuszony do wynurzenia się. Wobec braku możliwości kontynuowania walki dowódca wydał rozkaz samozatopienia okrętu.
Akcja U-18, mimo że bezowocna, sprawiła uznanie przez Brytyjczyków obrony przeciwpodwodnej za kwestię priorytetową. Wejścia do Scapa Flow przegrodzono zaporami i sieciami przeciwpodwodnymi, później rozbudowanymi o uruchamiane z brzegu zapory minowe i hydrofony. Wschodnie cieśniny, używane przez rybaków, zablokowano, do połowy 1915 topiąc w nich 20 statków. Na wodach otaczających Orkady stosowano również aktywne formy zwalczania okrętów podwodnych, m.in. statki-pułapki (tzw. Q-ship).
Z obawy przed atakiem torpedowym sił nawodnych rozbudowywano artylerię nabrzeżną, sprowadzono również dwa stare pancerniki (później zastąpione krążownikami), które miały pełnić rolę pływających baterii, zwiększono liczbę okrętów patrolowych (głównie przebudowane jednostki rybackie).
Zwiększała się liczba statków i okrętów w Scapa Flow, przybywały specjalistyczne jednostki pływające: okręty warsztatowe, dok pływający, a nawet statek-kantyna z salą teatralną na pokładzie. Trudność sprawiały zimowe warunki i sztormowa pogoda na podejściach do kotwicowiska, co powodowało uszkodzenia, a niekiedy zatopienia okrętów. Zdarzały się również kolizje.
Zimowe sztormy utrudniające, a nawet uniemożliwiające patrolowanie wód otaczających Scapa Flow, okazały się sprzyjające dla Niemców. 6 stycznia 1917 roku na minach postawionych przez krążownik pomocniczy SMS „Möwe” w cieśninie Pentland Firth, oddzielającej Orkady od Szkocji, zatonął pancernik (przeddrednot) HMS „King Edward VII”, płynący na remont do stoczni w Belfaście. Nie zginął żaden członek jego załogi.
30 maja 1916 roku, niedługo przed północą, Grand Fleet pod dowództwem admirała Johna Jellicoe'a opuściła Scape Flow, by stoczyć z Hochseeflotte (niemiecką flotą liniową) największą w czasie I wojny światowej bitwę morską, która przeszła do historii pod nazwą bitwy jutlandzkiej. Starcie zakończyło się taktyczną porażką Brytyjczyków, jednak w wymiarze operacyjnym i strategicznym odnieśli oni sukces, ponieważ zdołali zachować panowanie na morzu, wyłączając nawodną flotę niemiecką z akcji ofensywnych.
Jednym z czynników, które doprowadziły do bitwy, był niemiecki plan zaminowania baz brytyjskich za pomocą podwodnych stawiaczy min. 5 czerwca 1916 roku na minach postawionych przez U-75 zatonął płynący z Scapa Flow krążownik pancerny HMS „Hampshire”, na którego pokładzie zginął lord Horatio Kitchener – brytyjski minister wojny, udający się do Rosji na rozmowy międzysojusznicze. Zagrożenie minowe spowodowało zmniejszenie aktywności okrętów brytyjskich, co zwiększyło swobodę działania U-Bootów. Kolejną stratą marynarki był pancernik HMS „Vanguard”, który zatonął przed północą 9 lipca 1917 roku po eksplozji wynikłej najprawdopodobniej z samozapłonu kordytu używanego jako ładunek miotający. Zginęło prawie 850 członków jego załogi, życie ocaliły jedynie 2 osoby.
W grudniu 1917 roku siły brytyjskie stacjonujące w Scapa Flow zostały wzmocnione przez amerykańskie pancerniki pod dowództwem kontradmirała Hugh Rodmana. Były to:
- USS „New York”
- USS „Delaware” (zastąpiony w sierpniu 1918 roku przez USS „Arkansas”)
- USS „Florida”
- USS „Wyoming”
- w lutym 1918 dołączył do nich USS „Texas”.

Uczestniczyły one m.in. w ochronie stawiania potężnej zapory minowej pomiędzy Orkadami a brzegami Norwegii w lecie 1918 roku.
12 stycznia 1918 roku miał miejsce kolejny tragiczny wypadek. Krążownik lekki HMS „Boadicea” i niszczyciele: „Opal” i „Narborough” patrolowały podejścia do Scapa Flow. Podczas sztormu obie mniejsze jednostki rozbiły się na skałach; uratowano tylko jednego marynarza.
Jednym z ostatnich akordów wojny na morzu była misja SM UB-116, który pod koniec października 1918 roku próbował dostać się do Scapa Flow. Zanurzony okręt został jednak wykryty przez hydrofony, później zaobserwowano jego peryskop i zorientowano się, że płynie prosto na zdalnie detonowaną zaporę minową. Eksplozja min zatopiła UB-116 wraz z całą załogą.

#### Samozatopienie floty niemieckiej
Zawieszenie broni z 11 listopada 1918 roku w odniesieniu do marynarki wojennej przewidywało:
- oddanie przez Niemców 160 okrętów podwodnych
- skierowanie do portów neutralnych lub alianckich 10 najnowocześniejszych okrętów liniowych, 6 krążowników liniowych, 8 krążowników i 50 niszczycieli[4].

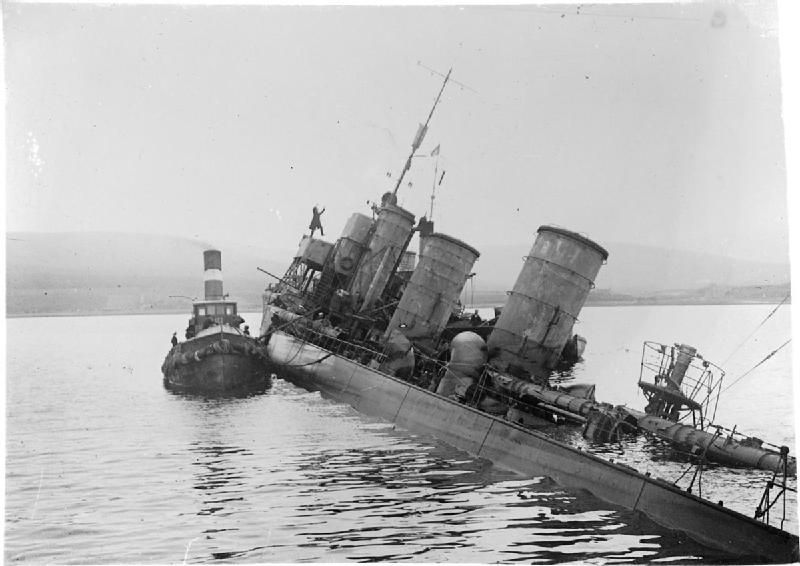
Samozatopienie floty niemieckiej w Scapa Flow, 1919

Ponieważ żadne z branych pod uwagę państw neutralnych nie zgodziło się na przyjęcie okrętów, zdecydowano internować rozbrojone i obsadzone tylko szkieletową załogą okręty nawodne. Pierwsza ich grupa w eskorcie brytyjskich okrętów przypłynęła do Scapa Flow z Firth of Forth, gdzie poddawane były kontroli, 23 listopada 1918 roku. W następnych dniach przybywały następne, w tym okręty liniowe. Później dotarły – bezpośrednio z Niemiec – okręt liniowy SMS „König” i lekki krążownik SMS „Dresden”, które przechodziły remont i niszczyciel „V 129”, zastępujący „V 30”, który zatonął na minach podczas przejścia do brytyjskich portów; pancernik SMS „Baden” w zastępstwie nieukończonego pancernika SMS „Mackensen”.
Informacje na temat sytuacji w kraju i rokowań zmierzających do zakończenia wojny docierały do załóg niemieckich okrętów tylko szczątkowo. Jednym z warunków pokoju było wydanie aliantom okrętów znajdujących się w Scapa Flow. Admirał Ludwig von Reuter, dowódca internowanej floty, nie chcąc dopuścić do przejęcia i podziału floty, podjął decyzję o realizacji przygotowywanego od pewnego czasu planu samozatopienia podległych mu jednostek.
21 czerwca 1919 roku o godzinie 11:20 za pomocą flag sygnałowych wydano rozkaz otwarcie zaworów dennych, podwodnych wyrzutni torped i innych otworów, którymi woda mogła dostawać się do wnętrza kadłubów. Okręty tonęły od jednej do trzech godzin. Brytyjczycy próbowali przeholować je na płycizny, ale udało im się to tylko w stosunku do kilku okrętów. Były to: okręt liniowy „Baden”, krążowniki: SMS „Emden”, „Frankfurt” i „Nürnberg” oraz 18 niszczycieli, z tych ostatnich udało się wyremontować później tylko 4.

### Okres międzywojenny
Po zakończeniu wojny brytyjska marynarka zaczęła ograniczać swoją obecność w Scapa Flow – likwidowano i wyprzedawano infrastrukturę brzegową, zawieszono rekrutację do lokalnych jednostek ochotniczych itd. Problemem dla miejscowej społeczności były wraki blokujące cieśniny, co uniemożliwiało odrodzenie rybołówstwa. Admiralicja nie kwapiła się do całkowitego oczyszczenia torów wodnych – trwało to aż do 1931 roku.
Ślamazarność tych działań kontrastowała z operacją ściągania wyrzuconych na brzeg i mielizny, a później także podnoszonych z dna, wraków jednostek poniemieckich. Marynarka wykazywała zainteresowanie tylko tymi okrętami, które można było w łatwy sposób odzyskać; zostały one potem przekazane flotom sojuszniczym. Pozostałe wraki zdecydowano się sprzedać za symboliczne kwoty: 250 funtów za niszczyciel, 1000 za okręt liniowy. Lokalni przedsiębiorcy zdołali wydobyć i sprzedać na złom wrak niszczyciela „G 89”, ale nie byli w stanie sfinansować operacji na większą skalę. W 1923 roku przedsiębiorstwo założone przez J.W. Robertsona podniosło za pomocą pontonów ratowniczych cztery dalsze niszczyciele. Konsorcjum powołane przez Ernesta Coksa, inżyniera dysponującego potrzebnym kapitałem, postanowiło działać z większym rozmachem. Cox zakupił w 1924 wraki 26 niszczycieli i dwóch okrętów liniowych, zyskując w ten sposób przydomek „człowieka, który kupił flotę”. Stosując podobną technikę jak konkurent, za pomocą pontonów i wyciągarek w ciągu niecałych dwóch lat zdołano podnieść wszystkie niszczyciele, z których jeden przekształcono w bazę nurkową. Spadek cen złomu zmniejszył opłacalność inwestycji na tyle, że zakończyła się ona jedynie symbolicznym zyskiem. Zdobyto jednak cenne doświadczenie, przydatne przy wydobywaniu wraków większych okrętów. W tym wypadku stosowano odmienną technikę – zaślepiano wszystkie otwory w kadłubie, a następnie wypompowywano z niego wodę. Pierwszym okrętem, który próbowano podnieść w ten sposób, był krążownik liniowy „Hindenburg”. Oprócz problemów sprzętowych i technicznych ekipę nękały niespodziewane wydarzenia. Jednym z nich był strajk generalny w kopalniach, związany z nim niedobór węgla i wzrost jego cen. Odkryto jednak, że materiał opałowy znajduje się w dużej ilości w magazynach krążownika „Seydlitz”, wykorzystywano go więc przez cały okres kryzysowy.
Wydobycie „Hindenburga” okazało się nieudane, podniesiony wrak z powrotem osiadł na dnie. Przerwano więc prace, koncentrując się na krążowniku „Moltke”. Tym razem poszło lepiej i w maju 1928 roku wyruszył on w swój ostatni rejs (stępką do góry) do stoczni złomowej. „Seydlitz” został podniesiony w październiku 1928 roku, lekki krążownik „Bremse” – 30 grudnia 1929 roku. Pod koniec sierpnia 1930 roku odzyskano wreszcie wrak „Hindenburga”. „Von der Tann” i „Prinzregent Luitpold” były ostatnimi okrętami podniesionymi przez Coksa. Jego ośmioletnie zaangażowanie zakończyło się jednak stratami finansowymi.
Jego następcą stała się firma Metal Industries. Dysponowała ona doświadczeniami poprzedników, nowoczesnym wyposażeniem i odznaczała się dobrą organizacją pracy. Kierownictwo zlikwidowało przerosty zatrudnienia, umiało również zmotywować pracowników do wydajniejszej pracy. Wydobycie okrętu „Bayern” udało się po drugiej próbie, w sierpniu 1934 roku został on odholowany do Rosyth celem złomowania. Kolejno podnoszono okręty: „König Albert”, „Kaiserin”, „Friedrich der Große”, „Großer Kurfürst”, „Derfflinger” – trwało to do końca lipca 1939 roku. Odzyskanie pozostałych okrętów uznano za zbyt skomplikowane technicznie, niebezpieczne lub nieekonomiczne.
Chociaż Scapa Flow w dalszym ciągu wykorzystywane było jako kotwicowisko dla okrętów brytyjskich, nie przewidywano tam stałego bazowania. Całe zaplecze logistyczne oparte było na bazach pływających i statkach zaopatrzeniowych. Przejęcie władzy w Niemczech w latach 30. przez Adolfa Hitlera zmieniło to podejście. Dokumenty Admiralicji z 1937 roku i późniejsze – ze stycznia 1939 roku wymieniają Scapa Flow już jako „bazę floty”. Według ówczesnych ocen głównym zagrożeniem miało stać się lotnictwo, stąd postulowano potrzebę zorganizowania obrony przeciwlotniczej na otaczających wyspach. W 1937 roku w Lyness (na wyspie Hoy) rozpoczęto budowę bazy paliwowej dla marynarki, jednak prace przy podziemnych zbiornikach ciągnęły się aż do 1942 roku. Personelem wojskowym została ona obsadzona pod koniec lipca 1939 roku. W lutym 1939 roku w Hatston (na północny zachód od Kirkwell) zaczęło powstawać lotnisko nazwane HMS Sparrowhawk. 25 sierpnia 1939 roku przybył na nie dywizjon Fleet Air Arm latający na samolotach Gloster Gladiator.

### II wojna światowa
W momencie wypowiedzenia wojny Niemcom przez Wielką Brytanię i Francję (3 września 1939 roku) w Scapa Flow przebywały 4 pancerniki („Nelson”, „Rodney”, „Royal Oak”, „Ramillies”), 2 krążowniki liniowe („Hood”, „Repulse”), 4 krążowniki („Southampton”, „Glasgow”, „Effingham”, „Enterprise”), lotniskowiec „Ark Royal”, 17 niszczycieli, 8 trałowców oraz jednostki pomocnicze; dodatkowo przestarzały okręt liniowy „Iron Duke” używany jako hulk.
Epizodem z początku II wojny światowej w historii Scapa Flow było przybycie 22 września 1939 roku polskiego okrętu podwodnego „Wilk”, który przedarł się z Bałtyku.

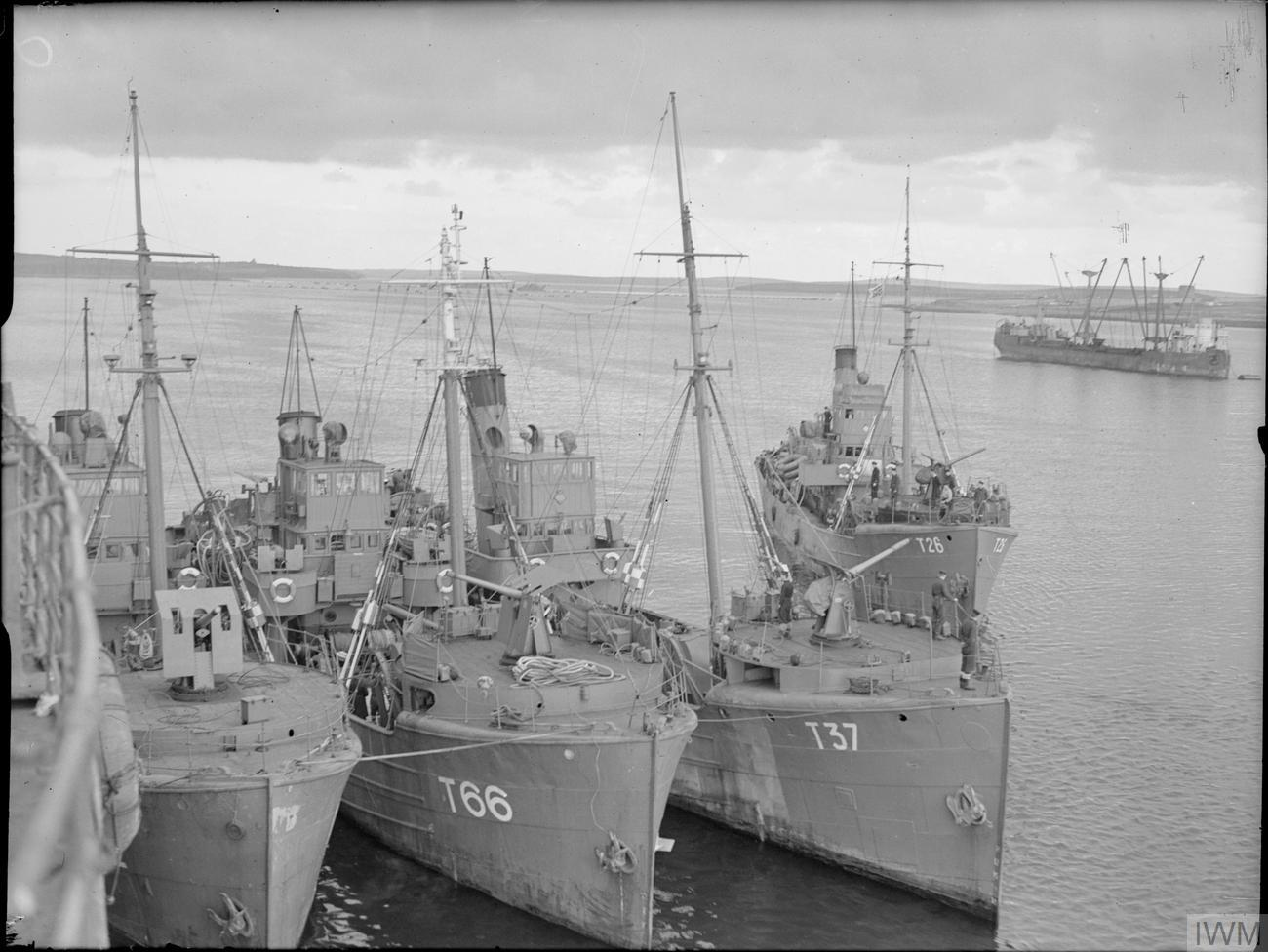
Scapa Flow w czasie II wojny światowej

Od początku wojny dowództwo sił podwodnych Kriegsmarine rozważało możliwość przeprowadzenia ataku na Scapa Flow. Celem operacji – oprócz zadania wymiernych strat – było zmuszenie marynarki brytyjskiej do opuszczenia bazy, co zmniejszyłoby zagrożenie dla marynarki niemieckiej działającej na Morzu Północnym. Dla spotęgowania szkód zaplanowano postawienie min na podejściach do alternatywnych baz. Nie bez znaczenia byłby również efekt symboliczny – odwet za poddanie i zatopienie floty z I wojny światowej i propagandowy – uderzenie na główną bazę morską przeciwnika.
Wykorzystując dane wywiadowcze dostarczone przez U-16 i rozpoznanie lotnicze, wykryto słabe punkty bazy, tj. luki pomiędzy wrakami blokującymi wschodnie cieśniny prowadzące do Scapa Flow, możliwe do pokonania przez okręt podwodny w położeniu nawodnym. Do zadania Karl Dönitz osobiście wybrał doświadczonego oficera Günthera Priena, dowodzącego U-47. 14 października 1939 roku zdołał się dostać do prawie opustoszałej bazy (flota wcześniej wyszła w morze, ciężkie okręty udały się do baz w Szkocji) i zatopić pozostawiony tam stary pancernik HMS „Royal Oak”.
17 października nalot przeprowadzony przez 4 Ju 88 i 4 He 111 i w drugiej fali 15 (prawdopodobnie) Do 17 doprowadziły do uszkodzenia „Iron Duke”.
Zatopienie „Royal Oak” wywołało duży wstrząs. Niemcy osiągnęli przewidywane cele – Admiralicja zakazała okrętom Home Fleet korzystania ze Scapa Flow do czasu poprawy obrony bazy. Na postawionych minach uszkodzenia odniosły: HMS „Nelson” (Loch Ewe, miny U-31) i „Belfast” (Firth of Forth, U-21).
Dla zabezpieczenia bazy w Scapa Flow podjęto szereg działań, wśród nich:
- zablokowanie wschodnich cieśnin za pomocą zatopionych statków;
- postawienie zagród minowych i systemu hydrofonów;
- zorganizowanie stanowisk artylerii nadbrzeżnej w celu zapobieżeniu atakowi sił nawodnych;
- wzmocnienie obrony przeciwlotniczej, którą miały tworzyć baterie dział przeciwlotniczych (kal. 40, 94 i 114 mm), reflektorów i balonów zaporowych (około 90 na lądzie i holowanych przez jednostki pomocnicze), a także stacje radiolokacyjne;
- wzmocnienie sił lotniczych stacjonujących na Orkadach;
- zapewnienie obrony przeciwdesantowej – przy użyciu sił lokalnych: obrony terytorialnej Home Guard, wzmocnionych oddziałów obrony przeciwlotniczej i artylerii nadbrzeżnej;
- środki niekonwencjonalne – stworzono atrapy ciężkich okrętów: HMS „Resolution” i lotniskowca HMS „Hermes”, były to upodobnione do nich stare parowce;
- podjęcie działań zmierzających do trwałego zablokowania wschodnich cieśnin poprzez przegrodzenie ich groblami, nazwanymi potem barierami Churchilla; zasadniczą część zadania wykonano do połowy maja 1943, choć pracę wykończeniowe prowadzono jeszcze w 1944 roku.

Wszystko to doprowadziło do powrotu floty do Scapa Flow 12 marca 1940 roku. Niemiecki nalot przeprowadzony 16 marca, choć nie wywołał większych strat, wykazał niedoskonałość obrony powietrznej. Wyciągnięte wnioski pozwoliły na udoskonalenie taktyki i zapewnienie bezpieczeństwa bazy podczas kolejnych ataków oraz działań nękających i rozpoznawczych lotnictwa przeciwnika.
Na przełomie 1942 i 1943 roku na Orkadach stacjonowało około 30 tys. żołnierzy, 3–4 tys. robotników cywilnych oraz kilkuset włoskich jeńców wojennych, zatrudnianych często przy pracach budowlanych, np. przy konstruowaniu „barier Churchilla". Trwały również prace przy tworzeniu i rozbudowie infrastruktury technicznej, np. w sierpniu 1942 roku oddano do użytku pierwsze podziemne zbiorniki na paliwo, w październiku tego samego roku instalacje umożliwiające sprawne tankowanie jednostek pływających; rozbudowywano również koszary, lotniska, nabrzeża i in. W 1943 roku swoje maksimum – ok. 100 jednostek – osiągnęła flota mniejszych okrętów pomocniczych. W marcu 1943 roku po raz drugi bazę odwiedził król Jerzy VI; polskim akcentem był udział  w eskorcie niszczyciela ORP „Orkan”.
Od początku 1944 roku następował powolny, ale konsekwentny proces ograniczania obecności wojskowej w Scapa Flow. Wiązało się to ze zmniejszaniem bezpośredniego zagrożenia dla bazy oraz zapotrzebowaniem innych regionów; np. dla wzmocnienia obrony Londynu przed pociskami V1 w połowie 1944 roku przeniesiono z Orkadów wszystkie balony zaporowe. Baza nie była jednak w pełni bezpieczna – w listopadzie 1944 roku Niemcy zaplanowali operację o kryptonimie „Diana”, która miała na celu zniszczenie floty brytyjskiej na północnym Atlantyku. Przekonani, że stacjonuje ona w Scapa Flow, rozwinęli oni na zachód od Orkadów grupę U-Bootów (U-278, U-297, U-312, U-313, U-315, U-737, U-739 i U-1020). Efekty operacji okazały się jednak więcej niż nikłe: uszkodzono tylko niszczyciel HMS „Zephyr”, utracono zaś U-297, U-1020 i staranowany przez niemiecki trałowiec U-737.

### Okres powojenny
Proces demilitaryzacji bazy postępował wraz z przesuwaniem się teatru działań zbrojnych na południe i coraz rzadszym wykorzystywaniem jej przez ciężkie okręty. Zakończenie wojny w Europie jeszcze bardziej go przyspieszyło. Uzbrojenie demontowano i konserwowano, przygotowując je do przechowywania w magazynach. Budynki i infrastrukturę przekazywano władzom lokalnym lub były one przejmowane przez właścicieli gruntów, na których je wzniesiono. Część – jak np. baraki wojskowe z Lyness – sprzedano kontrahentom zagranicznym. Ze względu na zapotrzebowanie ze strony gospodarki na stal, rozpoczęto wydobywanie zatopionych jednostek, również tych, które zatopiono w celu blokady wejścia do kotwicowiska; dokończono również złomowanie okrętu „Derfllinger”, który całą wojnę spędził na powierzchni stępką do góry. Pozyskiwanie złomu trwało do połowy lat 50., opór społeczny uchronił jednak przed tym losem wrak „Royal Oak”. Ostateczne wycofanie marynarki z Scapa Flow miało miejsce w 1957 roku.
Likwidacja infrastruktury wojskowej stała się zagrożeniem dla ekonomii Orkadów. Budowa „barier Churchilla” odcięła rybaków od łowisk Morza Północnego; postępowała emigracja z wysp w poszukiwaniu pracy. Sytuację odmieniło odkrycie i rozpoczęcie eksploatacji złóż ropy naftowej na przełomie lat 60. i 70.; w latach 1970–1977 na wyspie Flotta wybudowano terminal naftowy.

## Scapa Flow obecnie

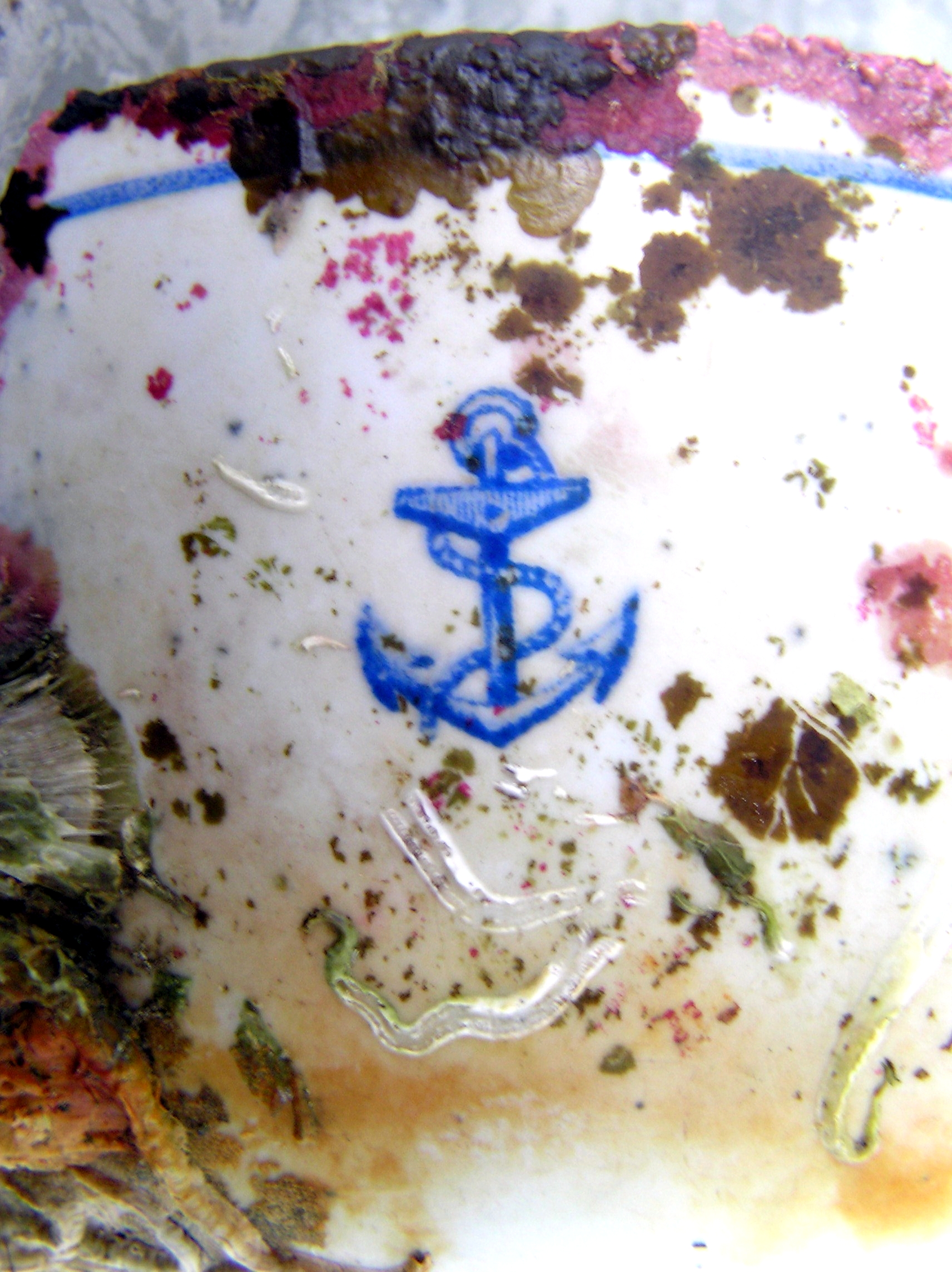
Uszkodzona filiżanka należąca do floty brytyjskiej

Scapa Flow straciło znaczenie jako kotwicowisko floty, ponieważ przestało odpowiadać warunkom współczesnej wojny morskiej. O historii obszaru przypominają pozostałości budowli militarnych oraz eksponaty zgromadzone w muzeach i plenerowych ekspozycjach. Wraki niemieckich, brytyjskich i innych statków oraz okrętów zalegające na dnie Scapa Flow przyciągają miłośników nurkowania.